# Herb Góry
Herb Góry – jeden z symboli miasta Góra i gminy Góra w postaci herbu.

## Wygląd i symbolika
Tarcza herbu jest biała (srebrna). Głównym elementem jest wizerunek Świętej Katarzyny ubranej w złotą szatę spiętą w pasie i w płaszcz błękitny. Święta nosi koronę złotą na głowie. Z lewej i prawej strony świętej widnieją dwie czerwone baszty z blankami posiadające czarne otwory strzelnicze i zielone daszki. Święta trzyma w lewej ręce żółte (złote) koło od wozu, w prawej – miecz.
Wizerunek świętej nawiązuje do wezwania kościoła parafialnego, koło i miecz do męczeńskiej śmierci św. Katarzyny.